# Atelozella fuelleborni
Atelozella fuelleborni är en tvåvingeart som först beskrevs av Günther Enderlein 1923.  Atelozella fuelleborni ingår i släktet Atelozella och familjen bromsar.
Artens utbredningsområde är Tanzania. Inga underarter finns listade i Catalogue of Life.